# Eix de transmissió

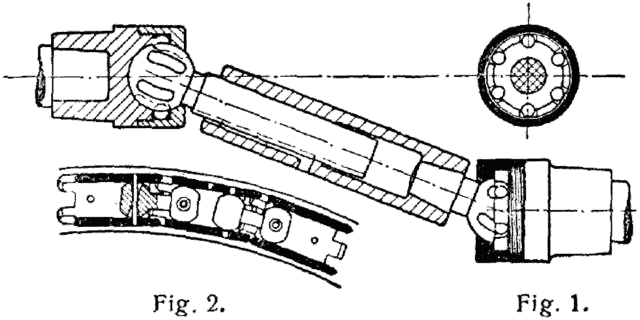
Arbre de transmissió.

En enginyeria mecànica es coneix com a eix de transmissió o arbre de transmissió a tot objecte axisimètric especialment dissenyat per transmetre potència. Aquests elements de màquines constitueixen una part fonamental de les transmissions mecàniques i són àmpliament utilitzats en una gran diversitat de màquines per raó de la seva relativa simplicitat.
Un arbre de transmissió és un eix que transmet un esforç motriu i està sotmès a sol·licitacions de torsió a causa de la transmissió d'un parell de forces i pot estar sotmès a altres tipus de sol·licitacions mecàniques al mateix temps. Un embarrat és un arbre de transmissió paricular, utilitza antigament per accionar un conjunt de màquines en utilitzar només una única força motriu.

## Generalitats sobre el disseny
En general, hi ha tres paràmetres fonamentals per al disseny dels arbres de transmissió: la seva resistència, la seva rigidesa i la seva inèrcia de rotació.

### Resistència
- Esforços i resistència: Són funcions de la geometria local, com els concentradors d'esforços i de la distribució de les forces, a més de les falles per fatiga. Ha de ser prou resistent com per suportar les tensions mecàniques.

### Rigidesa
- deflexions i rigidesa: Són funcions de la geometria de l'arbre i de les deformacions sofertes a causa de l'estat d'esforços.

### Inèrcia
En el disseny d'un arbre de transmissió s'ha de tenir en compte que aquest no tingui massa inèrcia, doncs, de manera semblant a la massa en un moviment rectilini, la inèrcia suposa una oposició a les variacions del seu velocitat angular, acumulant energia cinètica i variant la seva moment angular.
{\displaystyle T_{e}-T_{s}=I*\alpha }
on  T  i   és el parell d'entrada que es comunica a l'arbre,  T  s   és el parell de sortida que l'arbre comunica al mecanisme conduït per ell, I és la inèrcia i  α  és el l'acceleració angular.

## Mètodes de disseny
Així el dissenyador pot seguir dues rutes fonamentals per a la projectació d'un arbre: dissenyar per a la resistència i després verificar les deformacions o bé issenyar per a les deformacions i després verificar les resistències.

## Eixos o arbres de transmissió en automoció

### Eixos de transmissió en vehicles
En l'actualitat, la majoria dels automòbils usen eixos de transmissió rígids per transmetre la força del tub de transmissió a les rodes. Normalment s'usen dos paliers o semiarbres de transmissió per transferir la força des d'un diferencial central, un tub de transmissió o un transeje a les rodes.

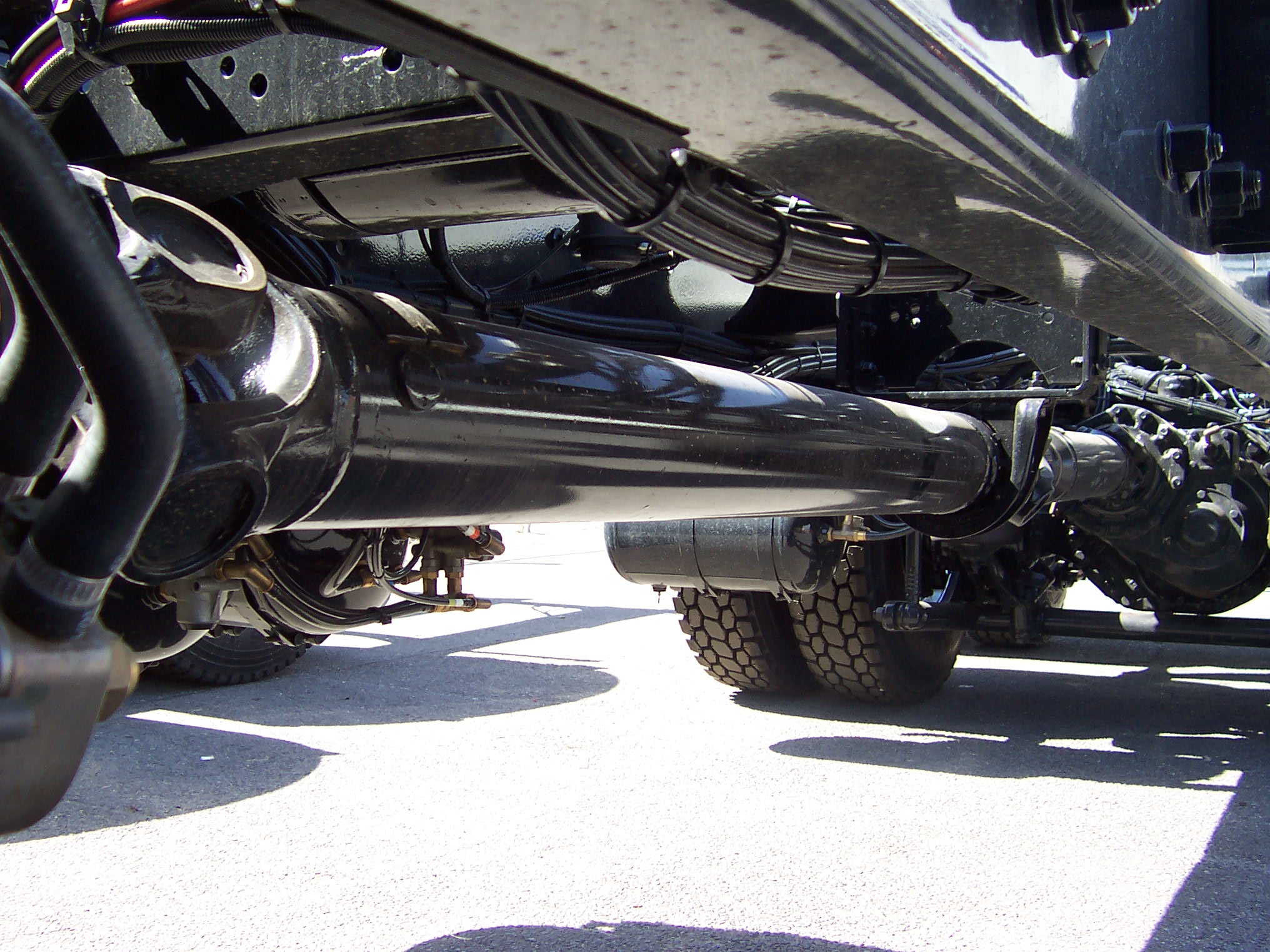
Un arbre de transmissió doble d'un camió.

En els vehicles amb motor davanter i propulsió posterior, cal un eix de transmissió més llarg per traslladar la força al llarg del vehicle. Hi ha dos sistemes principals: El tub de parell, amb una junta universal, i l'accionament Hotchkiss, amb dos o més juntes. Aquest sistema va ser conegut com el sistema Panhard després que la companyia d'automòbils, Panhard et Levassor el patentés.
Els primers automòbils usaven sovint mecanismes de transmissió de cadena o de corretja abans que un arbre de transmissió. Alguns usaven generadors elèctrics i motors per a transmetre la força a les rodes.
El terme "driveshaft" en anglès americà es refereix a qualsevol eix que transmet el parell motor a les rodes. En anglès britànic, però, "driveshaft" es referiria a l'eix transversal, especialment el davanter, que transmet la potència a les rodes. Al que connecta la caixa de canvis amb el pont del darrere, se li diria "Propeller shaft". Finalment, el terme "halfshaft" es refereix a un palier o semiarbres de transmissió.

### Eixos de transmissió en motocicletes
Els eixos de transmissió han estat usats en les motocicletes, pràcticament des que aquestes han existit. Els arbres de transmissió es presenten, davant de les transmissions de cadena o de corretja, com una alternativa relativament lliure de manteniment i de més durada de vida. Un dels desavantatges de l'eix de transmissió en una motocicleta és que cal un sistema d'engranatges per girar 90 º la potència des de l'arbre a la roda del darrere, perdent-se una mica de potència en el procés. D'altra banda, és més fàcil protegir les unions de l'arbre i els canvis de la sorra, la pols i el fang
El fabricant de motocicletes amb arbre de transmissió més conegut és BMW, des de 1923. Entre els fabricants actuals, Moto Guzzi és també molt conegut per les seves motocicletes amb arbres de transmissió. També han produït motocicletes amb arbres de transmissió la companyia anglesa Triumph Rocket III i les japoneses Honda, Suzuki, Kawasaki i Yamaha.
El primer ús d'un arbre de transmissió en una motocicleta tot terreny va ser a les sèries Tote degoteig. Usava un eix recte que accionava un cargol sense fi, que feia girar un engranatge. La coberta exterior era d'alumini, subjectada per dos casquets de cautxú. El motor mira cap endavant en el bastidor.
Els motors disposats longitudinalment i paral·lels al bastidor, com el Flat-twin, s'usen sovint per a motocicletes amb arbre de transmissió. Això requereix només un gir de 90 º i no dos, per transmetre la potència. Moto Guzzi, BMW, Triumph, i Honda usen aquesta configuració de motor.
Aquestes motocicletes estan subjectes a l'efecte d'eix, que fa que el xassís s'aixequi quan s'aplica la força. Això està contrarestat en sistemes com el Paralever de BMW, el CARC de Moto Guzzi i el Tetralever de Kawasaki.

### Eixos de transmissió en el món naval
En un vaixell de motor, l'eix de transmissió generalment connecta la transmissió dins de la nau directament a l'hèlix, passant a través del premsaestopa de l'eix o un altre segell fins al punt en què surt del buc (embarcació). L'eix de transmissió d'un vaixell també està subjecte a fenòmens físics de compressió quan l'hèlix fa avançar la nau i tensió quan retrocedeix. En la indústria naval també s'usen juntes Cardan entre la transmissió i la caixa de canvis de l'hèlix o les màquines de raig d'aigua.

### Eixos de transmissió en bicicletes
L'arbre de transmissió ha estat sempre una alternativa a la transmissió de cadena durant el passat segle, encara que mai ha arribat a ser molt popular. Les bicicletes amb eix de transmissió es coneixen com a "sense cadena". Un eix de transmissió té diversos avantatges i desavantatges quan s'aplica a una bicicleta.

#### Avantatges
- Menys probabilitat de trencar-se o embussar, un problema comú amb les bicicletes amb transmissió de cadena.
- L'ús d'un sistema d'engranatges ofereix un moviment de pedalada més constant i suau.
- El conductor no s'embruta amb el greix de la cadena o es lesiona perquè s'enganxa la cadena, el que passa quan la roba o fins i tot una part del cos és atrapada entre la cadena i el plat o els pinyons.
- Menor manteniment que un sistema de cadena quan l'arbre de transmissió està tancat en un tub, el més comú.
- Un rendiment més constant. La companyia Dynamic Bicycles proclama que una bicicleta amb arbre de transmissió proporciona un 94% d'eficiència on una bicicleta amb transmissió per cadena ofereix entre un 75% i un 97% depenent del seu estat.
- Major visió: sense un desviador o altres mecanismes penjants, la bicicleta ofereix el doble de visió del sòl.
- Per a les companyies de lloguer de bicicletes, estàs bicicletes són menys proclius a ser robades, ja que la transmissió no és estàndard i no passen desapercebudes. Aquest tipus de bicicleta s'usa en la majoria de les grans ciutats d'Europa on hi ha hagut grans projectes municipals de lloguer de bicicletes, finançats amb diners públics.

#### Desavantatges
- Un eix de transmissió pesa més que un sistema de cadena, normalment entre mig i un quilogram més.
- Amb un manteniment òptim, la cadena ofereix una eficiència més gran.
- Moltes dels avantatges proposats pels defensors de l'arbre de transmissió es poden aconseguir a les bicicletes de transmissió amb una coberta de plàstic o metall sobre la cadena i les marxes .* L'ús d'un desviador lleuger i amb un gran nombre de marxes és impossible, encara que es pot usar un sistema de cubs.
- Treure la roda és molt complicat en alguns dissenys (com ho és en les bicicletes de cadena amb sistema de cubs).